# Danae longicornis
Danae longicornis es una especie de coleóptero de la familia Endomychidae.

## Distribución geográfica
Habita en  Natal en (Sudáfrica).